# Бивер (тауншип, округ Розо, Миннесота)
Бивер (англ. Beaver) — тауншип в округе Розо, Миннесота, США. На 2000 год его население составило 103 человека.

## География
По данным Бюро переписи населения США площадь тауншипа составляет 92,3 км², из которых 91,8 км² занимает суша, а 0,6 км² — вода (0,62 %).

## Демография
По данным переписи населения 2000 года здесь находились 103 человека, 44 домохозяйства и 31 семья. Плотность населения —  1,1 чел./км². На территории тауншипа расположено 64 постройки со средней плотностью 0,7 построек на один квадратный километр. Расовый состав населения: 100,00 % белых.
Из 44 домохозяйств в 25,0 % воспитывались дети до 18 лет, в 56,8 % проживали супружеские пары, в 9,1 % проживали незамужние женщины и в 27,3 % домохозяйств проживали несемейные люди. 22,7 % домохозяйств состояли из одного человека, при том 11,4 % из — одиноких пожилых людей старше 65 лет. Средний размер домохозяйства — 2,34, а семьи — 2,69 человека.
18,4 % населения — младше 18 лет, 5,8 % — в возрасте от 18 до 24 лет, 23,3 % — от 25 до 44, 28,2 % — от 45 до 64, и 24,3 % — старше 65 лет. Средний возраст — 46 лет. На каждые 100 женщин приходилось 151,2 мужчин. На каждые 100 женщин старше 18 приходилось 147,1 мужчин.
Средний годовой доход домохозяйства составлял 46 250 долларов, а средний годовой доход семьи —  50 000 долларов. Средний доход мужчин —  28 125  долларов, в то время как у женщин — 25 625. Доход на душу населения составил 17 265 долларов. За чертой бедности не находилась ни одна семья и 4,8 % всего населения тауншипа, из которых 10,5 % старше 65 лет.